# Campylocheta angustifrons
Campylocheta angustifrons är en tvåvingeart som först beskrevs av Louis-Paul Mesnil 1952.  Campylocheta angustifrons ingår i släktet Campylocheta och familjen parasitflugor. Inga underarter finns listade i Catalogue of Life.